# Pietro Annibale
Pietro Francesco Annibale, conosciuto dai russi come Petrok Malyj (Pietro il Piccolo) (Toscana, ... – 1539), è stato un architetto e ingegnere italiano.

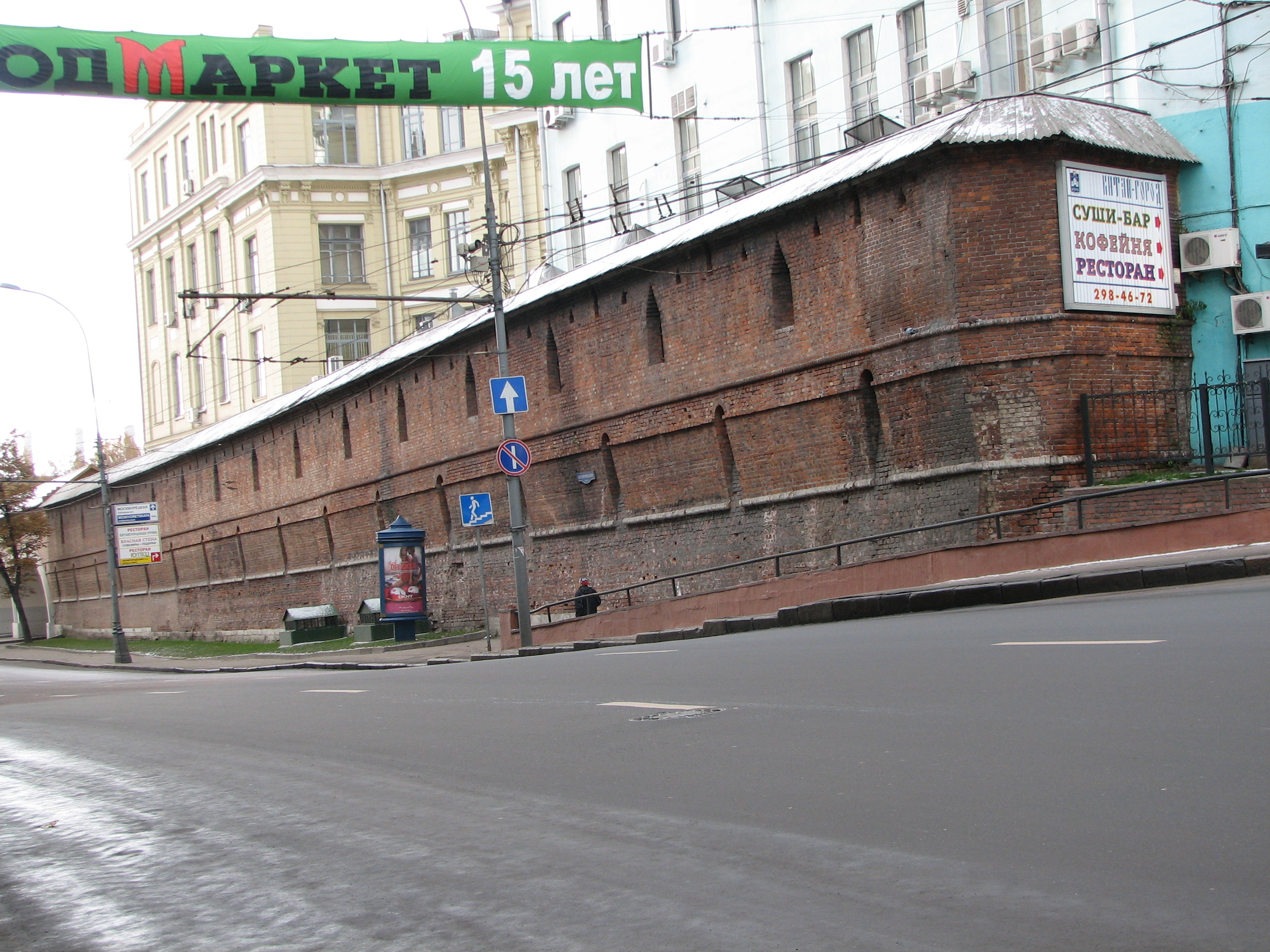
Resti delle mura del Kitai-Gorod (Mosca)

Fu attivo in Russia negli anni '30 del XVI secolo.

## Biografia
Molto scarse le notizie biografiche su questo architetto che fu tra quelli che tra la fine del XV secolo e l'inizio nel XVI si recarono in Russia insieme ad artigiani, fonditori e altre maestranze che portarono le proprie competenze tecniche in un paese che cominciava ad affacciarsi verso la cultura europea.
Era probabilmente fiorentino e lasciò Roma dopo il sacco del 1527 per recarsi in Russia, forse su incarico di papa Clemente VII; infatti si definiva con orgoglio "architetto del Papa".
Risulta che "Petrok Malyj" avesse un titolo che lo definiva architetto capo e uno status elevato. Il sovrano gli donò anche delle terre e lo costrinse a rimanere a lungo a Mosca anche dopo la scadenza del contratto iniziale.

## Opere
Si occupò prevalentemente della costruzione delle mura di cinta del Kitaj-gorod, sobborgo commerciale della citta di Mosca, erette negli anni 1535-1538 secondo le tecniche più aggiornate dell’epoca. Avevano l'estensione di oltre 2000 metri e uno spessore di oltre 5 metri, con camminamenti interni e esterni, merli rettangolari, nicchie per i cannoni e feritoie verticali. Negli stessi anni costruì alcune fortezze di terra nell'area moscovita.
Gli viene attribuito anche il campanile di Ivan III il Grande (in russo Колокольня Ивана Великого) che la torre più alta del complesso del Cremlino di Mosca, con un'altezza totale di 81 metri. Cominciò a occuparsene nel 1532 e la costruzione andò a rilento e fu completato, dopo la sua partenza da Mosca, da mastri russi nel 1543.
Gli viene attribuito anche il progetto per la Chiesa dell'Ascensione a Kolomenskoye  presso Mosca.